# 崔元洪
崔元洪（韓語：최원홍，2000年12月14日—），韓國男演員。

## 出演作品

### 電視劇
- 2006年：SBS《愛恨一線間》飾演 林敏豪
- 2007年：MBC《泡菜乳酪微笑》
- 2007年：MBC《李祘》飾演 常溪君 李湛
- 2007年：SBS《殘酷的愛》飾演 智雄
- 2007年：KBS《壞愛情》
- 2008年：MBC《伊甸園之東》
- 2008年：KBS《風之國》飾演 好童王子
- 2009年：KBS《傳說的故鄉－木刻鬼》
- 2009年：KBS《公主歸來》飾演 羅善雄
- 2010年：KBS《富翁的誕生》飾演 傅泰慶
- 2010年：KBS《巨商金萬德》
- 2010年：MBC《跳動的心》飾演 許志萬（幼年）
- 2010年：MBC《惡作劇之吻》飾演 白恩祖
- 2011年：MBC《我的公主》飾演 朴海英（幼年）
- 2011年：KBS《甜蜜女人家》飾演 洪真
- 2011年：MBC《階伯》飾演 義慈王（幼年）
- 2012年：JTBC《仁粹大妃》飾演 朝鮮成宗（少年）
- 2012年：SBS《屋塔房王世子》飾演 李恪（少年）
- 2012年：SBS《信義》飾演 慶昌府院君
- 2013年：KBS《王家一家人》飾演 王大璞
- 2014年：JTBC《山蒜醬湯：12年後的重逢》飾演 柳俊成（少年）
- 2014年：SBS《秘密之門》飾演 嚴在宣
- 2015年：SBS《村莊：阿雉阿拉的秘密》飾演 巴宇
- 2016年：tvN《吹笛子的男人》飾演 徐俊
- 2016年：MBC《拖旅行箱的女人》飾演 吳京煥
- 2017年：OCN《隧道》飾演 尹東佑
- 2017年：OCN《Black》飾演 吳尚民
- 2018年：MBC《檢法男女》飾演 朴俊夏
- 2018年：SBS《福秀回來了》飾演 姜仁豪

### 電影
- 2006年：《길에서 벗어나다》
- 2007年：《軌道》
- 2007年：《고필덕》
- 2007年：《沼澤中的怪物》
- 2007年：《希臘古羅馬的愛》
- 2008年：《老婆結婚了》